# Universidade corporativa
Universidade corporativa ou universidade empresarial é qualquer entidade educacional que seja uma ferramenta estratégica projetada para auxiliar organizações. Na maioria dos casos, universidades corporativas não são universidades no sentido estrito da palavra. Em contrapartida, uma universidade corporativa normalmente limita o escopo para fornecer formação específica para o trabalho, de fato específica da empresa, para o pessoal gerencial da empresa, porque possuem características próprias: seus objetivos de aprendizagem estão sintonizados aos interesses, objetivos e estratégias das empresas que promovem a formação dos seus funcionários. Grande parte das suas estruturas geralmente são virtuais, ou seja, são oferecidos cursos on-line, "via WEB", como por exemplo a plataforma MicroPower Performa, utilizada para fazer o gerenciamento dos cursos.
A universidade corporativa difere de um departamento de treinamento e desenvolvimento porque está direcionada a programas específicos para atender a estratégia da empresa, enquanto que o treinamento e desenvolvimento está direcionado para desenvolver competências, habilidades e atitudes relacionadas a problemas presentes da organização.
É um recurso muito utilizado por organizações de grande porte, pelo que raramente é aplicável a pequenas e médias empresas.
A universidade corporativa é o campo de atuação da pedagogia empresarial.
No Brasil as mais conhecidas são as do Banco do Brasil, da Petrobras (Universidade Petrobras), da Caixa Econômica Federal, da Datasul e do Serpro. No exterior, as referências se voltam para as universidades corporativas da Shell Oil Corporation e hotéis Accor.
É importante frisar que as Universidades Corporativas não são universidades propriamente (que oferecem cursos superiores), oferecem apenas cursos livres, sem promover um grau de formação acadêmica ao aluno.